# فلكسورث (كامبريدجشير)
فلكسورث (بالإنجليزية: Folksworth)‏ هي قرية تقع في المملكة المتحدة في إنجلترا.